# Tasiocera barringtonensis
Tasiocera barringtonensis là một loài ruồi trong họ Limoniidae. Chúng phân bố ở miền Australasia.